# AMS Eulerフォント
AMS Euler（エイエムエス オイラー）は、アメリカ数学会（AMS）の依頼でヘルマン・ツァップがデザイン・製作した立体筆記体の書体であり、アメリカ数学会が版権を所有している。この書体はレオンハルト・オイラーにちなんで名付けられた。そのデザインにはドナルド・クヌースとその大学院生の協力があった。この書体は数学者が黒板に手書きした数学的記号（これはイタリック体というよりむしろ立体である）を真似ている。
AMS Eulerの全てのアルファベットは、クヌースが開発したコンピュータ支援デザインシステムであるMETAFONTを使って実装されている。ツァップは1980-81年にEulerアルファベットをデザインし、1983年以降にはデジタル校正刷への批評・助言をおこなっている。AMS EulerのMETAFONTを使った開発はスタンフォード大学のコンピュータ科学およびデジタルタイポグラフィの学生であるスコット・キム、Carol Twombly、David SiegelおよびJohn Hobbyがおこなった。Siegelは1985年の修士論文としてMetafont Eulerデジタル化プロジェクトを完成した。
AMS Eulerは、METAFONTで初めて実装されたあと、クヌースが共著者の一人である書籍Concrete Mathematicsに初めて使われた。この本では、AMS Eulerを補完するためにクヌースがデザインしたConcrete Romanフォントも初めて使われている。Euler MetafontフォーマットはのちにPostScript Type 1フォントフォーマットに変換され、現在ではTrueTypeフォーマットでも入手可能である。

AMS Eulerで書かれた数式。

## Eulerの再製作
アメリカ数学会は2009年、AMSフォントのバージョン3.0をOFLのもとでリリースした。このバージョンでツァップはAMS Eulerの多くのグリフ（字体）を再製作した。その実装にはHans Hagen、Taco HoekwaterおよびVolker RW Schaaの助力を得た。AMS Eulerバージョン3.0はクヌースの誕生日である2008年1月10日にクヌースにプレゼントされた。